# NAIKA MC
NAIKA MC（ナイカ エムシー、1983年2月27日 - ）は、日本のラッパー。群馬県生まれ。

## 経歴
- 1998年 - ヒップホップ・ミュージックやレゲエにこの時期から興味を持ち始める。
- 2002年 - ラッパーとして初ステージに立つ。この頃からNAIKA MCを名乗り、ラッパーとしての活動を始める。
- 2007年 - 「夜行性POSSE」を結成する。
- 2009年12月16日 - に初のアルバム『MID NIGHT WALKER』をリリース。
- 2012年 - 一般女性と結婚し、その後に1男2女をもうける[2]。
- 2013年4月16日 - 初のソロアルバム『THE TALK MANSHOW』をリリース。
- 2016年 - UltimateMCbattle2016で初優勝。

## 主な戦績
- UltimateMCbattle
  - GRAND CHAMPION SHIP
    - 2011：準優勝（群馬代表）
    - 2012：ベスト4（群馬代表）
    - 2013：ベスト32（群馬代表）
    - 2014：ベスト32（REVENGE EAST代表）
    - 2015：ベスト8（群馬代表）
    - 2016：優勝（群馬代表）
    - 2023：ベスト4（群馬代表）

  - THE CHOICE IS YOURS
    - 2018：ベスト8
    - 2021：ベスト4
- 戦極 MCBATTLE
  - 第1章：ベスト16
  - 第5章：ベスト8
  - 第6章：ベスト8
  - 第10章：ベスト8
  - 第13章：優勝
  - 第14章：準優勝（DOTAMAとのタッグ）
  - 第15章：ベスト64
  - 第16章：ベスト8
  - 第17章：ベスト16
  - 第18章：ベスト8
  - 第19章：ベスト4（呂布カルマ,晋平太,NAIKA MC）
  - 第20章：ベスト16
  - 第21章：ベスト4
  - 第22章：ベスト32
  - 第27章：ベスト16
  - 第37章：優勝
- 凱旋MC battle
  - 凱旋MC battle Special2023 東京ガーデンシアター：準優勝
- KING OF KINGS
  - 2017 東日本予選：優勝
  - GRAND CHAMPIONSHIP FINAL 2017：ベスト16
  - 2018 東日本予選：優勝
  - GRAND CHAMPIONSHIP FINAL 2018：ベスト16
  - GRAND CHAMPIONSHIP FINAL 2023：ベスト8
- 破天 MCBATTLE
  - 破天 MCBATTLE 1.0：優勝
  - 破天 MCBATTLE 2.0：ベスト4

## 関連人物
- 呂布カルマ
- 晋平太
- DOTAMA